# آپتین
| سامانه  | ردیف    | اشکوب      | سن (میلیون سال) |
| ------- | ------- | ---------- | --------------- |
| پالئوژن | پالئوسن | دانین      | → پس از آن      |
| کرتاسه  | پسین    | ماستریختین | ۶۶–۷۲,۱         |
| کرتاسه  | پسین    | کامپانین   | ۷۲,۱–۸۳,۶       |
| کرتاسه  | پسین    | سانتونین   | ۸۳,۶–۸۶,۳       |
| کرتاسه  | پسین    | کنیاسین    | ۸۶,۳–۸۹,۸       |
| کرتاسه  | پسین    | تورونین    | ۸۹,۸–۹۳,۹       |
| کرتاسه  | پسین    | سنومانین   | ۹۳,۹–۱۰۰,۵      |
| کرتاسه  | پیشین   | آلبین      | ۱۰۰,۵–~۱۱۳      |
| کرتاسه  | پیشین   | آپتین      | ~۱۱۳–~۱۲۵       |
| کرتاسه  | پیشین   | بارمین     | ~۱۲۵–~۱۲۹,۴     |
| کرتاسه  | پیشین   | هاتریوین   | ~۱۲۹,۴–~۱۳۲,۹   |
| کرتاسه  | پیشین   | والانجینین | ~۱۳۲,۹–~۱۳۹,۸   |
| کرتاسه  | پیشین   | بریاسین    | ~۱۳۹,۸–~۱۴۵     |
| ژوراسیک | پسین    | تیتونین    | → پیش از آن     |

آپتین (انگلیسی: Aptian) در مقیاس زمانی زمین‌شناسی، یک اشکوب یا عصر از دور کرتاسه پیشین به‌شمار می‌رود. آپتین در ستون چینه‌شناسی پس از اشکوب بارمین و پیش از آلبین جای می‌گیرد. عصر آپتین از حدود ۱ ± ۱۲۵ میلیون سال پیش آغاز شده و تا حدود ۱ ± ۱۱۳ میلیون سال پیش ادامه یافت.

## نام‌گذاری
نام اشکوب آپتین از نام شهر آپ در پروانس فرانسه گرفته شده است. این اشکوب در سال ۱۸۴۰ توسط دیرینه‌شناس فرانسوی آلسید دو اوربینجی به متون علمی دنیا معرفی شد.